# Zolotari
Zolotari (en rus: Золотари) és un poble (un possiólok) de l'óblast de Volgograd, a Rússia, segons el cens del 2010 tenia 1.394 habitants. Pertany al districte municipal de Pal·làssovka.